# Monsenhor Hipólito
Monsenhor Hipólito är en kommun i Brasilien.   Den ligger i delstaten Piauí, i den östra delen av landet, 1 200 km nordost om huvudstaden Brasília. Antalet invånare är 7 391.
Omgivningarna runt Monsenhor Hipólito är huvudsakligen savann. Runt Monsenhor Hipólito är det glesbefolkat, med 13 invånare per kvadratkilometer.